# 宇賀武
宇賀 武（うが たけし、1891年（明治24年）9月23日 - 1945年（昭和20年）3月29日）は、日本の陸軍軍人。最終階級は陸軍少将。

## 経歴
1891年（明治24年）9月、高知県幡多郡中村町（現在の中村市）に生まれた。県立第三中学校を経て、1913年（大正2年）5月、陸軍士官学校（25期）を卒業。同年12月、砲兵少尉に任官。
1920年（大正9年）から1922年（大正11年）の間、シベリア出兵に従軍。1932年（昭和7年）、満州事変に出兵。1937年（昭和12年）には日中戦争（支那事変）に従軍し中南支各地を転戦。功により1940年（昭和15年）、旭三、功四級金鵄勲章を受ける。同年、山砲兵第55連隊長になる。
1941年（昭和16年）、ビルマ方面に出征。1942年（昭和17年）、陸軍大佐に昇進。独立山砲兵第1連隊長を経て、1944年（昭和19年）1月、山砲兵第49連隊長に就任し、再びビルマ方面に出征。しばしば戦功をあげ感状が授与された。1945年（昭和20年）3月29日、インドウ附近で戦死、55歳。同日付で陸軍少将に特進した。

## 備考
- 北熊本駐屯地に記念碑がある。

## 参考資料
- 『高知県人名事典』高知市民図書館、1970年。
- 福川秀樹『日本陸軍将官辞典』芙蓉書房出版、2001年。